# Булавский, Виктор Константинович
Ви́ктор Константи́нович Була́вский (22 января 1918 — 26 декабря 1939) — командир батареи 402-го гаубичного артиллерийского полка 7-й армии, лейтенант, Герой Советского Союза.

## Биография
Родился в селе Алексеевка Акмолинской области (ныне город Акмолинской области Казахстана) в семье рабочего. Русский. Учился в школе имени Кирова в Петропавловске, а затем в ФЗУ № 3.
В РККА с 1937 года. Окончив 2-е Ленинградское артиллерийское училище, служил в Подмосковье (Коломне в 402-м гаубичном артиллерийском полку командиром взвода) и Западной Белоруссии. Участник Польского похода РККА и советско-финской войны 1939—1940 годов.

«Командир батареи лейтенант Булавский, Герой Советского Союза, прославил себя высоким артиллерийским мастерством и бесстрашием. Однажды Булавский вышел в район противотанковых препятствий белофиннов, окопался, хорошо замаскировался и с наступлением рассвета стал наблюдать за передним краем обороны. Весь день он провёл на этом импровизированном наблюдательном пункте, находясь между линией нашей пехоты и финнами. В середине дня обнаружил в 150 метрах от себя дот. С наступлением темноты Булавский, взяв с собой телефониста, опять вернулся на свой пункт. Когда наступил рассвет, он начал пристрелку. Недолеты своих снарядов ложились сзади него. Риск был огромен — Булавский мог погибнуть от своего же снаряда. Но риск был оправдан. Уничтожение дота спасало жизнь сотням наших бойцов и командиров».— Герой Советского Союза майор С. Ниловский. «Заметки артиллериста».
Вскоре для подавления мощной огневой точки противника необходимо было корректировать стрельбу с простреливаемой просеки, и обойти её не было никакой возможности. Булавский получил приказ: подавить своей батареей вражеский дот.

«Он взглянул на меня внимательными, чересчур спокойными глазами, лицо его потемнело. Даже одного шанса из тысячи на спасение у него не было. Радиста он посадил сбоку в лесу в трёх шагах от просеки, чтобы тот слышал его команды. Посредине лесной прогалины стоял пень. Это было единственное место, возле которого можно было продержаться живым несколько минут. Булавский выбросился по снегу к этому пню. Было видно как за пару секунд пули выхватили куски шерсти из его полушубка. — Цел? — спросили его. В ответ он подал первую команду, и радист передал её на огневую позицию. Время шло. Минуту каждый считал за час. Булавский уже вывел снаряды к цели и перешел на подавление. Дот замолкал. Но в это время Булавский, словно устав, положил голову на правую руку, вздрогнул, вытянулся. Две пули попали в него. Одна застряла в животе, другая пробила грудь. Только теперь осознаешь всё величие и всю простоту такой вот смерти, необходимой для жизни других людей».— Герой Советского Союза майор С. Ниловский. «Заметки артиллериста».
Указом Президиума Верховного Совета СССР от 15 января 1940 года Виктору Константиновичу Булавскому было посмертно присвоено звание Героя Советского Союза.
Похоронен в начале 1940 года на Сестрорецком воинском кладбище ныне мемориал. Могила В. К. Булавского стала первой в составе воинского мемориала, которая является памятником культурно-исторического наследия регионального уровня охраны.
Имя Героя занесено в Книгу почёта ЦК ВЛКСМ, зачислен навечно в списки 1-й батареи Коломенского высшего артиллерийского командного училища. Улицы в городах Ленинграде (ныне Санкт-Петербург) и Петропавловске Северо-Казахстанской области, высота, у которой он погиб, носят его имя.

## Литература

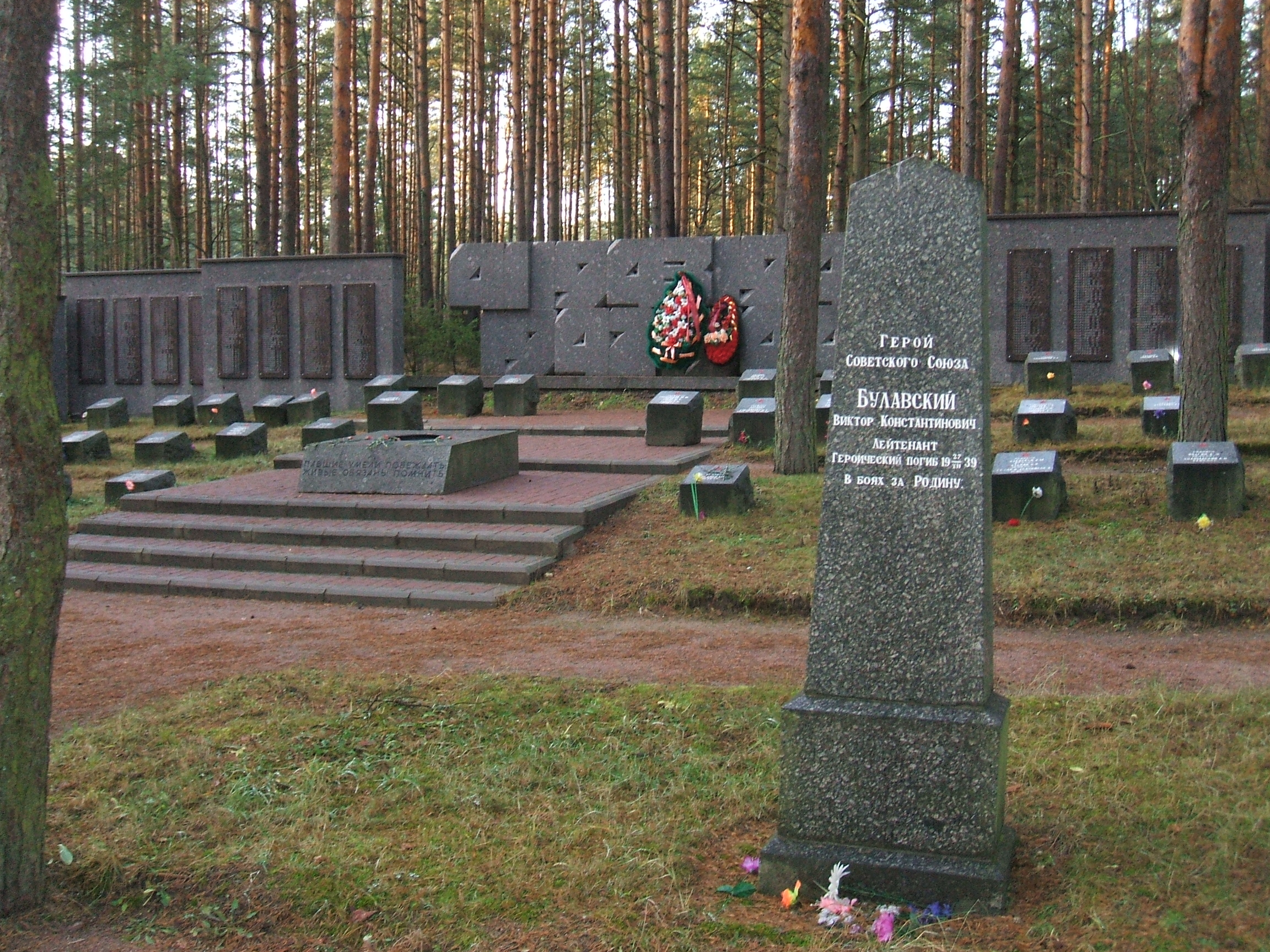
Памятник В. К. Булавскому